# Resolució 2270 del Consell de Seguretat de les Nacions Unides
La Resolució 2270 fou una resolució del Consell de Seguretat de les Nacions Unides adoptada per unanimitat del Consell el 2 de març de 2016 en resposta a la quarta prova nuclear de Corea del Nord el 6 de gener de 2016, i el llançament d'un míssil de llarg recorregut del que va dir que era un satèl·lit artificial el 7 de febrer de 2016.

## Antecedents
Corea del Nord va realitzar la seva tercera prova nuclear el 12 de febrer de 2013, i en resposta, el Consell de Seguretat de l'ONU es va reunir per discutir les sancions contra el país. Corea del Nord va fer el seu primer anunci sobre una quarta prova nuclear durant la 31a Reunió Plenària del Comitè Central del Partit dels Treballadors de Corea, on el lideratge també va adoptar la política de "desenvolupament paral·lel de l'economia i l'energia nuclear".
Des de llavors, Corea del Nord ha continuat les proves de desenvolupament de diversos míssils, com míssils balístics intercontinentals (ICBM) dissenyats per a l'enviament d'armes nuclears i míssils balístics de llançament submarí (SLBM), mentre se centra en la miniaturització, reducció de pes i diversificació de les armes nuclears.
Membres de la comunitat internacional, com ara l'ONU, ja havien estat perfilant les sancions contra Corea del Nord després de la tercera prova nuclear del país, adoptant i executant la Resolució 2094 del Consell de Seguretat de les Nacions Unides, l'objectiu de la qual eren les activitats il·lícites de diplomàtics nord-coreans, grans transferències de diners i relacions financeres.
Corea del Nord, tanmateix, va avançar amb la seva quarta prova nuclear el 6 de gener de 2016, a la qual el Consell de Seguretat de l'ONU va respondre convocant per discutir les sancions de Corea del Nord. Corea del Nord va continuar llançant un míssil de gran abast el 7 de febrer, i el Consell de Seguretat de l'ONU va aprovar la Resolució 2270 amb l'aprovació de tots els membres del consell. Trenta-cinc països han presentat un informe d'aplicació d'acord amb la resolució, inclosa Xina, que va presentar el seu informe d'implementació el 8 de juny.

## Importància
Mentre que les sancions prèvies del Consell de Seguretat contra Corea del Nord es van centrar principalment en el desenvolupament de les armes de destrucció massiva (Corea del Nord), la Resolució 2270 conté sancions excepcionalment completes contra Corea del Nord més enllà de les respostes al desenvolupament de les ADM, que s'espera que tinguin impacte profund en moltes facetes de Corea del Nord.
Les principals disposicions de la resolució inclouen operacions d'armes, proliferació d'activitats nuclears, transport marítim i aeri, control d'exportació d'armes de destrucció massiva, comerç exterior i transaccions financeres. La resolució també afirma que qualsevol transferència d'armes als efectes del manteniment i serveis constitueix una violació i designa una sèrie d'organismes de Corea del Nord que estan sotmesos a sancions, inclosa l'Administració Nacional del Desenvolupament Aeroespacial, el Ministeri d'Indústria d'Energia Atòmica, el Departament d'Indústria de Municions, l'Oficina General de Reconeixement i l'Oficina 39.
A més, membres de la comunitat internacional, incloses Corea del Sud, Japó i la Unió Europea, van començar a imposar embargaments independents a Corea del Nord, tractant d'omplir els buits en les sancions actuals. El Ministeri d'Afers Exteriors de Corea del Sud va dir el 5 d'abril de 2016, aproximadament un mes després de l'aprovació de la resolució, que "hi ha hagut avenços visibles en diversos fronts, com ara prohibició de l'entrada a port dels vaixells sancionats de l'Offshore Marine Management (OMM), cancel·lació de registre dels vaixells dels membres de les Nacions Unides que portin el pavelló de conveniència nord-coreà, inspecció millorada de la càrrega nord-coreana, expulsió de nord-coreans implicats en activitats il·lícites i cancel·lació de l'ensenyament o la formació dels nord-coreans.
Yonhap News Agency de Corea del Sud va informar el 3 d'abril de 2016, un mes després de l'aprovació de la Resolució 2270, que els efectes de les sancions es detectaven a Corea del Nord, com es va veure en els alts preus del mercat i l'escassetat d'aliments que afectaven fins i tot als membres de l'Agència de Seguretat Nacional.
Les sancions de la resolució, si s'apliquen fidelment pels estats membres, s'espera que assoleixin un fort cop contra el tràfic il·lícit d'armes i també els ingressos en moneda estrangera del règim de Corea del Nord, obligant el règim al camí del canvi.

## La resposta de Corea del Nord
Els portaveus del govern de Corea del Nord i el Ministre d'Afers Exteriors de Corea del Nord van anunciar declaracions el 4 de març de 2016, unes 40 hores després de l'aprovació de la Resolució 2270, en la primera resposta de Corea del Nord a la l'adopció, que diu "Corea del Nord rebutja rotundament la resolució 2270 del Consell de Seguretat de les Nacions Unides i adoptarà contramesures".
Anteriorment, el 3 de març, Kim Jong-un, primer president de la Comissió Nacional de Defensa de Corea del Nord, va dir que "hem d'aconseguir que les nostres ogives nuclears desplegades per a la defensa nacional estiguin a punt per ser llançades en qualsevol moment".
Va visitar Wonsan, una base naval a la província de Kangwon i va veure disparar sis rondes d'un llançacoets múltiple el dia de l'adopció de la resolució en un aparent espectacle de poder.
El mateix dia, Kim Jong-un va dir que "Corea del Nord traslladarà totes les respostes militars al mode preventiu", mentre denuncia la resolució i l'exercici conjunt dels exèrcits dels Estats Units i Corea del Sud programat a partir del 7 de març i també va cridar al president de Corea del Sud Park Geun-hye per nom.
El 3 d'abril, un mes després de l'aprovació de la resolució, Corea del Nord va lliurar missatges més amenaçadors a través de les seves agències i canals estatals. La Televisió Central Coreana, per exemple, va informar que "Corea del Nord condemna la viciosa resolució del Consell de Seguretat de l'ONU com la provocació més tediosa contra la nostra República, que és un estat sobirà digne i s'oposa totalment a la resolució".
Demandant una disculpa del president sud-coreà, Corea del Nord també va amenaçar amb un atac a Cheong Wa Dae (la residència presidencial de Corea del Sud) dient que "la disculpa serà l'última oportunitat del malvat Cheong Wa Dae i les autoritats reaccionàries d'evitar ser embolicats a les flames de l'infern nuclear ".
En resposta als trets militars conjunts entre els EUA i Corea del Sud, Corea del Nord va plantejar fins i tot una amenaça militar de l'"operació d'alliberament de Seül". Mentrestant, Corea del Nord va continuar les seves provocacions que han suscitat tensions a la península de Corea, com ara el llançament d'un nou llançacoets múltiple, míssils balístics d'abast curt i mitjà i míssils terra-aire, els intents d'aturar els senyals GPS de Corea del Sud, i provar un nou sistema de míssils guiats terra-aire.